# Corduroy

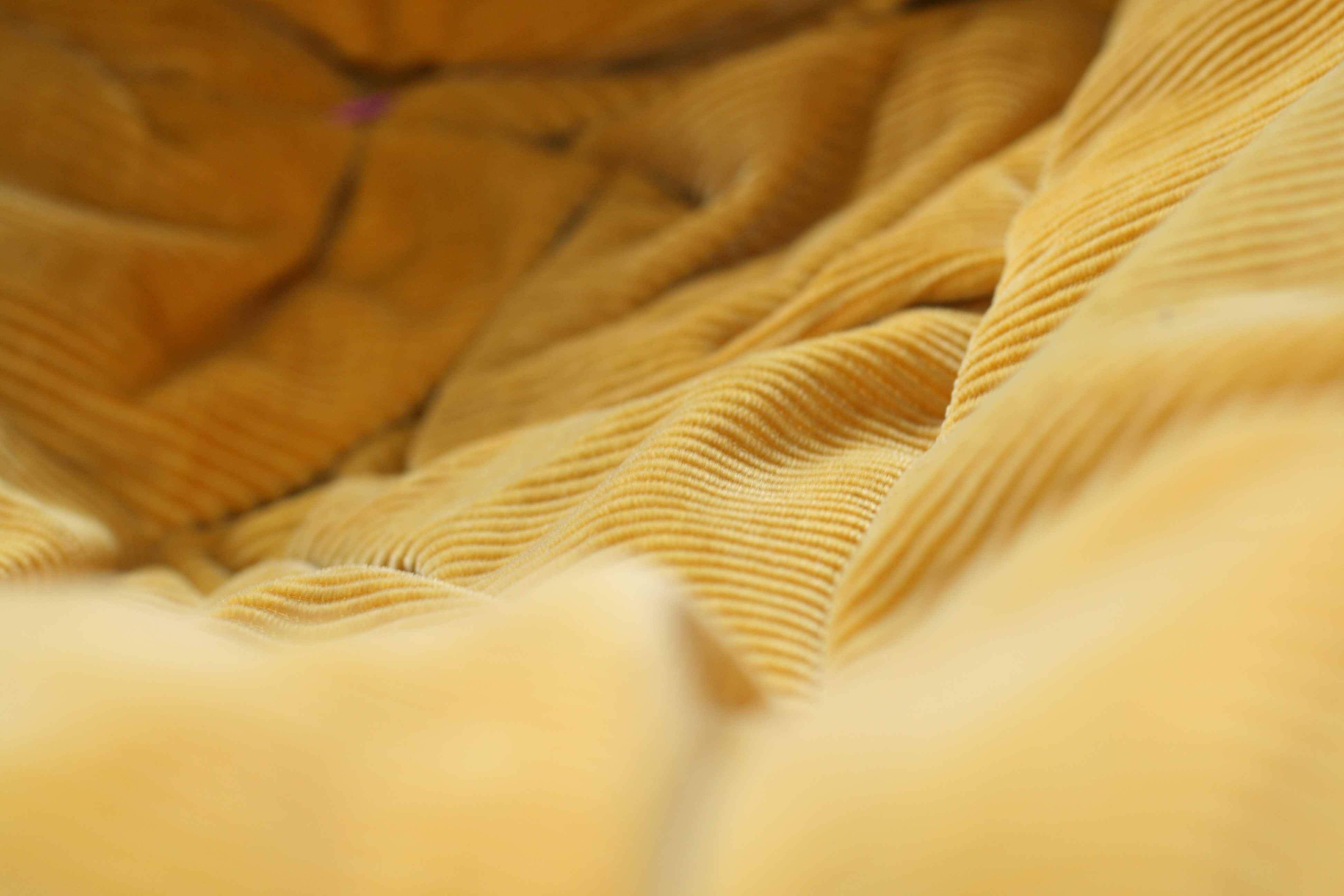
Gele corduroy

Corduroy is een geribbelde geweven stof die ook ribfluweel of ribcord genoemd wordt. 
Vanaf de 19de eeuw werd deze stof populair voor het maken van werkbroeken voor mannen. Er werden ook jassen en gilets van gemaakt.
De stof van geribd fluweel werd toen ook velour en in sommige streken manchester genoemd.
In de jaren zeventig werd de naam uit marketingoverwegingen veranderd in corduroy en de stof werd toegepast in modieuze broeken en jasjes. Het iconische corduroy pak uit die jaren van de Rotterdamse burgemeester André van der Louw is in het bezit van het Museum Rotterdam.
De stof heeft in de lengterichting zachte ribbels met een vleug. De fijnere uitvoering van deze stof wordt katoenfluweel, tinneroy of baby-rib genoemd. Tinneroy is zo soepel dat er zelfs blouses en kinderkleding van gemaakt kunnen worden.
Oorspronkelijk werd corduroy van katoen gemaakt, maar later ook van andere vezels.
De volksetymologische bewering dat het woord "corduroy" een verbastering is van het Franse corde du roi, de stof van de koning, is onjuist. De benaming "corde du roi" is nooit in het Frans in gebruik geweest; de stof heet in die taal 'velours côtelé' oftewel ribfluweel. Duroy is daarentegen een in vergetelheid geraakte naam van onbekende oorsprong voor een ruw wollen weefsel uit het westen van Engeland.